# Dawid Szimoni
Dawid Szimoni (ur. 1886 w Bobrujsku, zm. 1956 w Tel Awiwie) – żydowski poeta.

## Życiorys
Pobierał lekcje u prywatnych nauczycieli, w wieku 16 lat opublikował swój pierwszy poemat w języku hebrajskim. W latach 1911–1914 studiował filologię orientalną i filozofię na różnych uniwersytetach w Niemczech, w 1911 opublikował swój pierwszy zbiór poezji. Po wybuchu I wojny światowej wrócił przez Warszawę do Rosji, a po rewolucji lutowej udał się do Moskwy, gdzie został sekretarzem redakcji gazety. Po wielu próbach, w 1921 opuścił Rosję i udał się do Palestyny, zamieszkując w Tel Awiwie. Był jednym z odnowicieli hebrajskiej poezji na początku XX wieku. Pisał liryki, poematy dramatyczne, przypowieści i satyry. Jego najważniejszymi dziełami są sielanki z życia żydowskich osadników w Palestynie, m.in. zbiór Macewa (Pomnik, 1925). Poza tym tłumaczył na hebrajski poezje Puszkina, Lermontowa i Heinego.